# Kreuth
Kreuth est une commune de Bavière (Allemagne), située dans l'arrondissement de Miesbach, dans le district de Haute-Bavière.

## Évènements notables
- Charles-Théodore en Bavière, fils cadet de Maximilien en Bavière, y meurt le 30 novembre 1909.